# Vellberg
Vellberg é uma cidade da Alemanha, no distrito de Schwäbisch Hall, na região administrativa de Estugarda , estado de Baden-Württemberg.